# Lawotschkin La-176
Die Lawotschkin La-176 (russisch Лавочкин Ла-176) war ein sowjetisches Experimentalflugzeug aus der zweiten Hälfte der 1940er-Jahre. Mit ihr konnte am 26. Dezember 1948 erstmals in der sowjetischen Luftfahrtgeschichte Schallgeschwindigkeit geflogen werden.

## Geschichte
Der Konstrukteur Semjon Lawotschkin leitete die La-176 aus dem Jagdflugzeug La-15 ab, dessen Serienproduktion im August 1948 kurz zuvor angelaufen war. Er hielt das Flugzeug jedoch insgesamt größer; der Rumpf wurde um 2,20 Meter verlängert und das Tragwerk um 1,30 Meter vergrößert. Die Pfeilung der Tragflächen wurde auf 45° erhöht und ein zusätzlicher dritter Grenzschichtzaun pro Seite installiert. Als Triebwerk erhielt die La-176 ein RD-45F. Die Flugerprobung begann etwa im September 1948 und wurde von Iwan Jewgrafowitsch Fjodorow durchgeführt. Er absolvierte mehr als 40 Flüge, bei denen ab Geschwindigkeiten in Nähe der Schallgrenze Flügelflattern und Rumpfvibrationen auftraten. Bei einem Testflug wurden die Erscheinungen schließlich so stark, dass das Leitwerk abriss und die Maschine abstürzte. Fjodorow konnte sich mit dem Fallschirm retten. Die Ursachen konnten jedoch ermittelt und beseitigt werden und es entstand eine zweite La-176. Mit diesem Flugzeug erreichte Fjodorow am 26. Dezember 1948 im leichten Sink- und anschließendem Horizontalflug erstmals Schallgeschwindigkeit. Nach dem erfolgreichen Flug erhielt die La-176 ein leistungsstärkeres WK-1-Triebwerk. Mit diesem war es Fjodorow möglich, Anfang Januar 1949 auch im normalen Horizontalflug in 7000 Metern Höhe Mach 1,02 zu erreichen.
Die La-176 wurde noch den ganzen Januar 1949 hindurch erprobt und lieferte einige neue aerodynamische Erkenntnisse. Bei einem Flug am 3. Februar 1949 unter Testpilot Oleg Sokolowski stürzte der Prototyp ab, nachdem die Cockpitverriegelung versagte. Sokolowski kam ums Leben. Das Programm wurde eingestellt und Lawotschkin wandte sich dem Nachfolgemodell La-190 zu.

## Technische Daten
| Kenngröße             | Daten                                |
| --------------------- | ------------------------------------ |
| Besatzung             | 1                                    |
| Länge                 | 11,2 m                               |
| Spannweite            | 10,10 m                              |
| Flügelfläche          | 18,25 m²                             |
| Flügelstreckung       | 5,6                                  |
| Höchstgeschwindigkeit | 1105 km/h (Mach 1,02) in 7000 m Höhe |
| Dienstgipfelhöhe      | 15.000 m                             |
| max. Flugdauer        | 1:30 h                               |
| Triebwerk             | ein Klimow WK-1                      |
| Leistung              | 2700 kp Standschub                   |